# Brasserie Boswell
La brasserie Boswell (Boswell's Brewery) est une ancienne brasserie de la Ville de Québec, au Canada, exploitée de 1844 jusqu'à sa fermeture en 1973. En 1870, elle est la brasserie la plus considérable de Québec et exporte à travers le monde.

## Histoire

### Fondateur
Le fondateur est Joseph Knight Boswell (d), un Irlandais né à Dublin en 1812. Il fait ses classes dans le domaine brassicole à Édimbourg en Écosse au début des années 1820. Dans les années 1830, il est employé de la Cape Diamond Brewery, propriété de John Racey à Québec,.

### Fondation et expansion

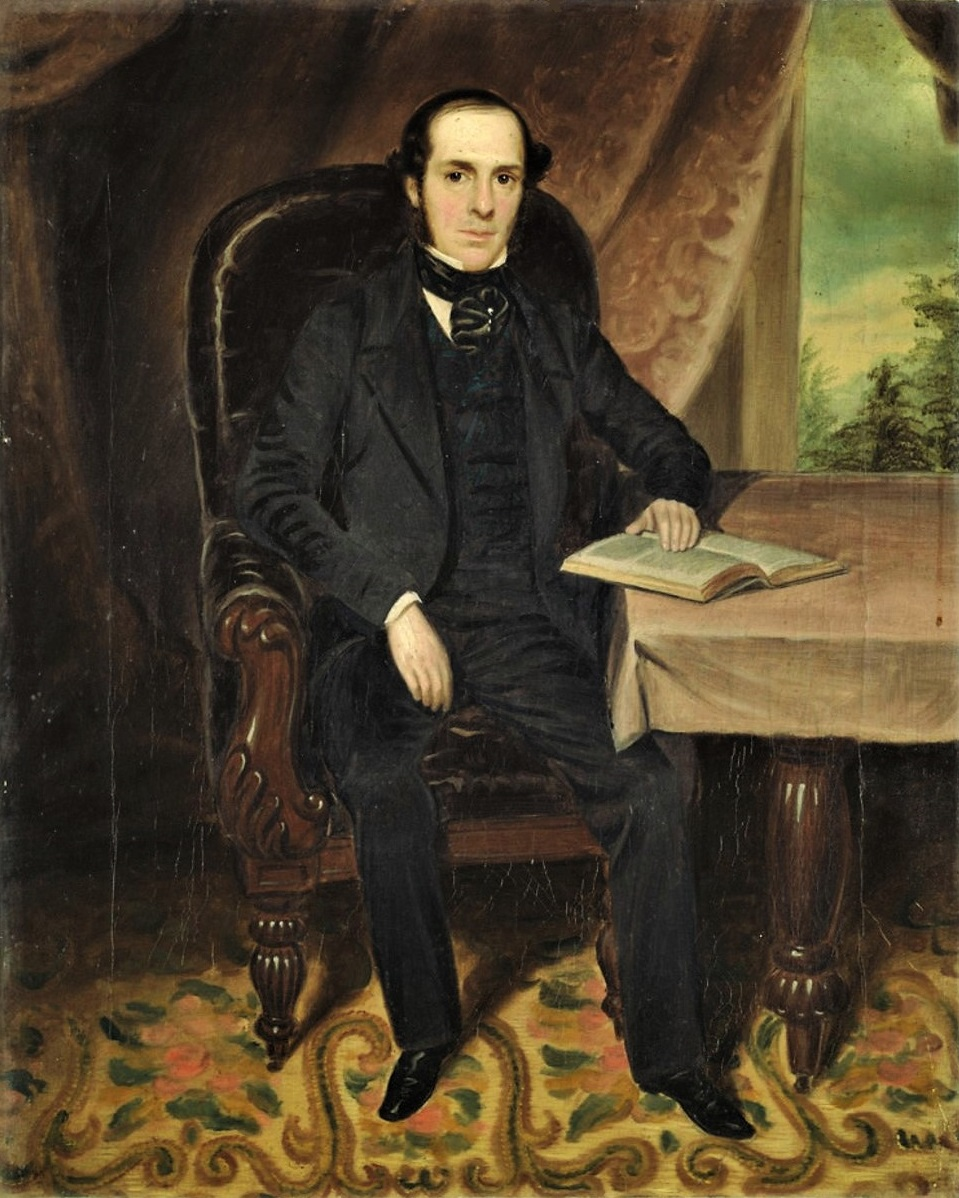
Joseph Knight Boswell

En 1844, Boswell acquiert la brasserie Racey, autre brasserie appartenant à son patron John Racey, située sur la rue Saint-Paul, à Québec. La brasserie s'agrandit en 1853, quand Boswell s'établit sur la rue Saint-Vallier, à Québec,, au pied de la côte de la Potasse, près de la rue Saint-Nicolas.
En 1858, la brasserie reçoit des critiques élogieuse d'un guide de voyage écrit par Willis Russell. Plusieurs types de bières y sont mentionnés, dont la XXX Ale, une India Pale Ale et une bière ambrée effervescente nommé « Burton ».
En 1868, la brasserie loue les voûtes du second palais de l'intendant à la Ville de Québec pour entreposer la bière produite. Le bâtiment retrouve ainsi sa fonction première puisque c'est l'emplacement de la brasserie de l'intendant Jean Talon de 1669 à 1675,. Grâce à un bail emphytéotique (99 ans) signé avec la ville, les bâtiments en place sur le terrain sont rénovés. 
En 1870, avec ses 75 employés et sa production annuelle de 650 000 gallons (près de 3 000 000 litres), elle est considérée comme la plus grande  brasserie du Québec, malgré le fait qu'elle subisse plusieurs incendies pendant le règne de son fondateur (1843-1887),,,,. L'entreprise exporte mondialement. Une grande quantité de sa production prend la direction de l'Inde, des États-Unis et des provinces maritimes du Canada. En 1875, une nouvelle expansion est effectuée avec la construction d'un bâtiment moderne de deux étages en brique, adjacent aux vestiges du palais de l'intendant.

### Une entreprise familiale
Devenu septuagénaire, Boswell s'associe avec son fils aîné en 1883. La brasserie prend alors le nom de J.K. Boswell & Son. C'est quatre ans plus tard qu'il cède ses derniers intérêts et parts de l'entreprise à ses fils aînés James et Vesey. La brasserie change de nouveau de nom pour Boswell & Brother. Boswell meurt trois ans plus tard en 1890. James le suit dans la tombe en 1893. Vesey assure alors seul l'administration de l'entreprise.
En 1906, l'entreprise devient une société à responsabilité limitée; Vesey y occupe les postes de président et directeur général, et plusieurs membres de la famille Boswell y occupent d'autres postes.
En 1909, The National Breweries Limited intègre la brasserie. Vesey devient vice-président, poste qu'il occupe jusqu'à sa retraite en 1922. C'est son frère Charles Edward Allen, sixième fils de Boswell, qui reprend sa vice-présidence en plus de devenir directeur de The National Breweries Limited jusqu'à sa mort en 1942,,. Avec sa disparition, c'est près d'un siècle de gouvernance Boswell qui prend fin.

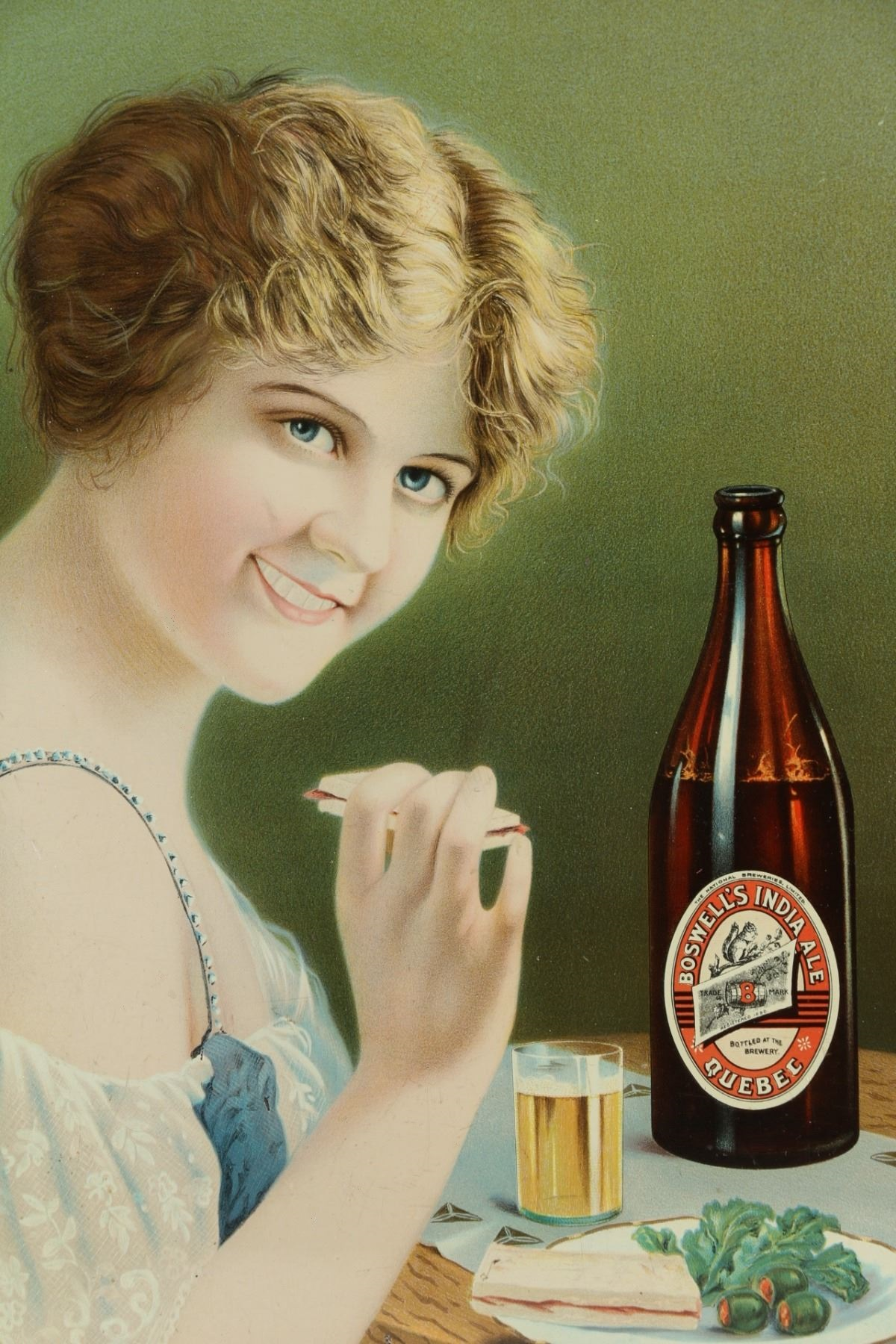
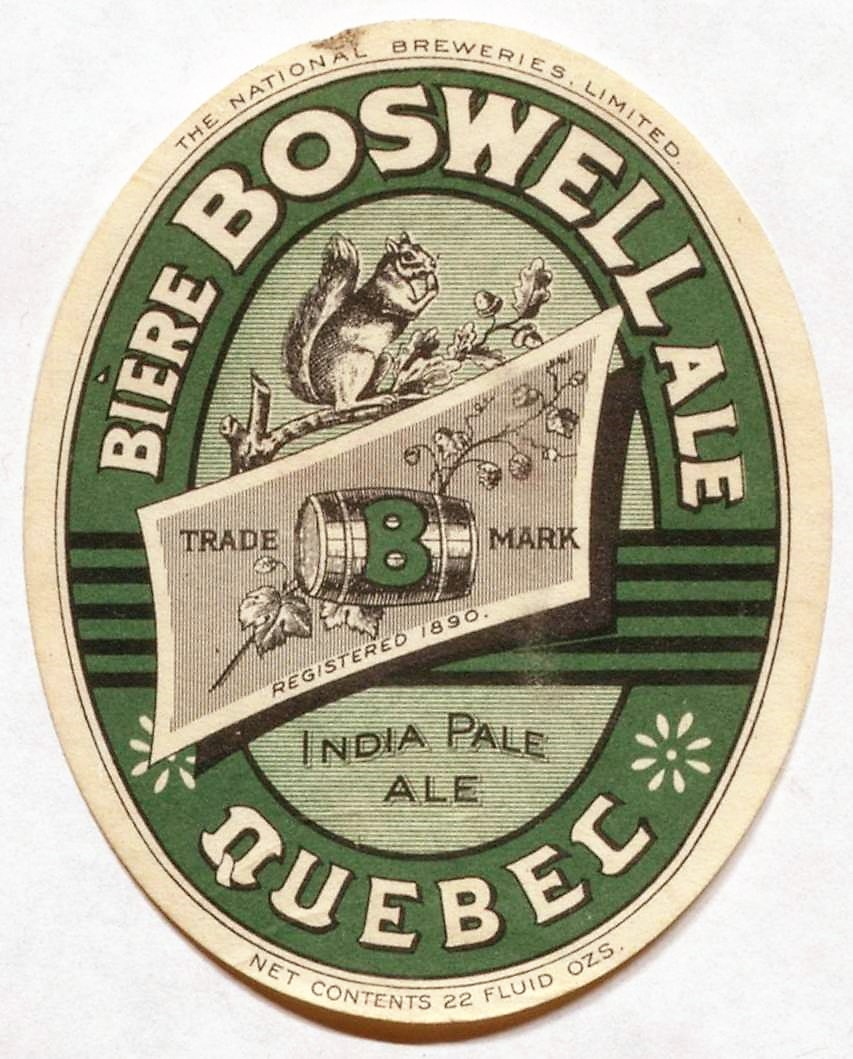

### Fusions et acquisitions
En 1909, la brasserie Boswell est vendue à The National Breweries Limited.
En 1925, c'est au tour de la brasserie Dow d'acheter The National Breweries Limited.
En 1952, Canadian Breweries Limited acquiert The National Breweries Limited et fusionne les brasseries Dow, Dawes, Frontenac et Boswell. La marque Boswell disparaît au profit de la marque Dow,.
Au printemps 1974, la brasseries Dow et O'Keefe Company Limited fusionnent. Enfin, en 1989, O'Keefe fusionne avec sa concurrente au Québec la brasserie Molson.

### La bière meurtrière
Au début des années 1960, la brasserie reste la seule encore en activité à Québec et approvisionne tout l'est de la province. Les ventes progressent pour atteindre 75 % du marché à Québec.
En 1965-1966, l'ajout de sulfate de cobalt à la bière produite à Québec pour maintenir un beau col de mousse envoie à l'hôpital 48 personnes souffrant d'une cardiomyopathie inhabituelle, et 20 personnes décèdent, dont 14 dans les 24 heures suivant leur hospitalisation. Tous les malades sont de gros buveurs de bière Dow. La réputation de la brasserie est ternie.
Pour rassurer la population, la bière produite à Québec est retirée des tablettes et détruite. La production locale cesse pendant trois mois, l'approvisionnement est assuré par la brasserie de Montréal. Quand la production reprend, les consommateurs ne sont pas au rendez-vous, et les brasseries de Québec et Montréal ne tournent qu'à 50 % de leur capacité.
Le 18 octobre 1968, les activités de brassage et de mise en bouteille se terminent dans les locaux de Québec. Le centre de distribution de la région de Québec s'arrête en 1973. Toute activité ayant un lien avec la bière se termine sur le site du palais de l'intendant.

## Patrimoine
Les voûtes du palais de l'intendant, utilisées comme entrepôt par la brasserie, sont maintenant un musée.
Une plaque indique la maison ou vécut Joseph Knight Boswell à Québec, au 37 rue de la Porte (46° 48′ 36″ N, 71° 12′ 20″ O) avec l'inscription : « Ici vécut Joseph Knight Boswell (1812-1890), fondateur de la brasserie Boswell construite sur le site du premier palais de l’Intendant à la basse-ville. »
Le nom de brasserie Boswell a été repris en 2015 par une nouvelle brasserie artisanale de Montréal,.